# Luigi Fornaciari
Luigi Fornaciari (Lucca, 17 settembre 1798 – Lucca, 23 febbraio 1858) è stato un letterato e magistrato italiano.

## Biografia
Figlio di Angelo Fornaciari e di Rosaria Tognini, studiò grammatica e retorica nell'Università di Lucca, allora conosciuta anche come "Istituto dei Pubblici Studi di San Frediano"; ebbe come professore di greco l'erudito Cesare Lucchesini. Al termine degli studi si laureò in giurisprudenza. Nel 1820 si trasferì a Roma per fare pratica nello studio di un avvocato.
Tornato a Lucca nel 1824, fu incaricato dell'insegnamento di belle lettere e di greco, si sposò nel 1825 con Teresa Martinelli, dalla quale ebbe quattro figli, fu ammesso nel 1826 all'Accademia di Scienze Lettere ed Arti, divenendone segretario, pubblicò in quello stesso anno un commento delle odi di Pindaro e nel 1829 gli Esempi di bello scrivere in prosa seguiti l'anno dopo dagli Esempi di bello scrivere in poesia, un'antologia in due volumi con i quali egli presentava agli studenti esempi letterari scelti secondo il suo gusto di purista.
Necessità di carattere economico lo obbligarono a lasciare parzialmente l'insegnamento - mantenne la sola cattedra di greco - per entrare nel 1830 in magistratura, prima giudice e poi presidente della Rota criminale di Lucca. Nel 1837 fu avvocato regio e nel 1845 fu ancora primo presidente in Rota criminale e consigliere di Stato.
Nel 1847 consigliò il Duca Carlo Ludovico di Borbone di concedere  lo Statuto ai Lucchesi, mostrando allo stesso tempo le piaghe dello Stato: perciò perse onori e stipendi. Ma il Granduca Leopoldo II di Toscana lo risollevò, dandogli l'incarico di procuratore generale. Il Fornaciari entrò poi nella Corte Regia di Lucca, a capo del "criminale".
Dopo essere divenuto avvocato regio, ebbe l'occasione di sperimentare le cause dei delitti, molti dei quali originati dalla miseria e da carenza di educazione, quindi nell'Accademia Lucchese compose e lesse Discorsi sulla povertà, per ottenere l'istituzione di asili infantili e aiuti per l'istruzione e la disciplina dei bisognosi. Divenne Scolarca dei Filomati di Lucca e presenziava regolarmente alle adunanze dell'Istituzione, come testimoniano gli Atti della Reale Accademia De' Filomati.
In occasione del suo funerale fu letta una orazione da Telesforo Bini, incaricato dall'Accademia Reale lucchese.
Il figlio Raffaello (1837-1917) fu insegnante di letteratura nei licei di Lucca e Firenze, autore di diversi saggi e di un apprezzato Disegno storico della letteratura italiana (1874).

## Opere
- Discorsi della Povertà in Lucca, della Mendicità secondo la religione, dei Poveri e delle Figlie di Carità;
- Orazioni in morte di Cesare Lucchesini, del canonico Alberto Alberti e di Lazzaro Papi ;
- Elogio di Teresa Bandettini;
- Prefazione al Pindaro del Lucchesini;
- Illustrazioni alle odi prima e seconda Pizia e terza Istmia;
- Ragionamento sulle poesie estemporanee della Bandettini;
- Lettere sulla scuola del Puoti e sulle poesie greche e latine volgarizzate dallo Stocchi;
- Discorsi sull'uso delle trasposizioni e delle parole composte nella poesia italiana e sul soverchio rigore dei grammatici;
- Esempi di bello scrivere in prosa e in poesia;
- Prefazioni alle azioni di Castruccio.